# Jackson Junction
Jackson Junction – miasto w Stanach Zjednoczonych, w stanie Iowa, w hrabstwie Winneshiek. Zgodnie ze spisem statystycznym z 2000 roku, miasto liczyło 60 mieszkańców.